# Panzer, Kampftruppen, Infanterie
Panzer, Kampftruppen, Infanterie war von 1961 bis 1964 eine deutsche militärische Fachzeitschrift. Sie ging aus dem Magazin Panzer hervor. 1965 wurde ihr Nachfolger die Zeitschrift Kampftruppen. Die Zeitschrift erschien im Maximilian-Verlag in Herford. Sie enthielt die „Unterrichtshilife für den Kompanie-Offizier“.